# The Neighbourhood
The Neighbourhood – amerykańska grupa rockowa założona w Newbury Park w Kalifornii w 2011 roku. W jej skład wchodzą wokalista Jesse Rutherford, gitarzyści Jeremy Freedman i Zach Abels oraz basista Mikey Margott. Po wydaniu dwóch EP-ek, „I’m Sorry,” i „Thank You,”, The Neighbourhood wydali swój pierwszy album „I Love You” w dniu 23 kwietnia 2013 r. za pośrednictwem Columbia Records. W tym samym roku wydali minialbum „The Love Collection”, a w listopadzie 2014 roku mixtape zatytułowany #000000 & #FFFFFF. Ich drugi album, Wiped Out! został wydany 30 października 2015 r. W dniu 9 marca 2018 r. ukazał się ich trzeci album studyjny zatytułowany „Hard” z 22 września 2017 r., który krótko po wydaniu znalazł się na liście Billboard 200, a 12 stycznia 2018 roku ukazał się ich najnowszy album „Hard to Imagine”.
Debiutancki album zatytułowany I Love You ukazał się 23 kwietnia 2013 roku nakładem wytwórni muzycznej Columbia Records. Produkcja zadebiutowała na 39. miejscu listy Billboard 200 w Stanach Zjednoczonych sprzedając się w nakładzie 9 tys. egzemplarzy w przeciągu tygodnia od dnia premiery. Wydawnictwo promowane singlami „Female Robbery”, „Sweater Weather”, „Let It Go” oraz „Afraid” dotarło ostatecznie do 25. miejsca amerykańskiej listy przebojów. 30 października 2015 roku do sprzedaży trafił drugi album długogrający zespołu pt. Wiped Out!.
22 kwietnia 2016 roku debiutancki album studyjny grupy uzyskał status złotej płyty w Stanach Zjednoczonych znalazłszy 500 tys. nabywców.

## Historia

### Powstanie iI Love You.(2011–2013)
Członkowie zespołu wybrali brytyjski zapis „neighbourhood” za radą menedżera, aby wyróżnić się na tle zespołu już używającego pisowni amerykańskiej.
Na początku 2012 roku The Neighbourhood wydali „Female Roberry” i „Sweater Weather”. W maju 2012 r. zespół zaprezentował debiutancki album „I’m Sorry...”, który można pobrać bezpłatnie, wyprodukowany przez Justyna Pilbrowa. W grudniu 2012 r. The Neighbourhood wydało drugi minialbum „Thank You”.
Zespół wystąpił na festiwalu Coachella Valley Music and Arts Festival w 2013 roku, promując ich debiutancki album „I Love You.”, który miał swoją premierę 16 kwietnia 2013, a został oficjalnie wydany 23 kwietnia 2013 roku Columbia Records. Zadebiutował na 39 miejscu na liście 200 albumów w USA Billboard, sprzedając 9000 sztuk w pierwszym tygodniu. Poprzedziła go wiodąca piosenka „Sweater Weather”, której teledysk został wydany 5 marca 2013 r. Wykonali swój pierwszy telewizyjny występ piosenki w dniu 27 czerwca 2013 r. u Jimmy Kimmel Live!. „Sweater Weather” znalazł się na szczycie listy przebojów na początku czerwca 2013 r., Osiągając numer jeden na liście Billboard Alternative Songs i pokonując pierwszą dziesiątkę na liście Billboard Heatseekers Songs.

### #000000 & #FFFFFFiWiped Out!(2014–2015)
16 stycznia 2014 zespół ujawnił za pośrednictwem mediów społecznościowych, że perkusista Bryan Sammis opuszcza zespół.
W kwietniu 2014 roku The Neighbourhood ogłosił trasę koncertową „The Love Collection Tour” w lecie 2013 wraz z Lovelife, The 1975 i JMSN, a także, planowali wydanie mixtape. 10 grudnia 2013 wydali nową EPkę „The Love Collection”. 28 listopada 2014 zespół ostatecznie wydał projekt, zatytułowany #000000 & #FFFFFF. Prowadził go DJ Drama i gościnnie YG, Dej Loaf, French Montana, Danny Brown, G-Eazy Mixtape został oficjalnie wydany do pobrania cyfrowego 22 listopada 2017.
W sierpniu 2015 zespół ogłosił, że 30 października zostanie wydany drugi albumu „Wiped Out!”. Poprzedził go singiel „R.I.P. 2 My Youth” i osiągnął numer 13 na amerykańskiej liście Billboard 200. Zespół wziął udział w europejskiej trasie koncertowej w listopadzie 2015 oraz podczas amerykańskiej trasy koncertowej w maju i czerwcu 2016, Aby promować ten album.

### Hard to Imagine The Neighbourhood Ever Changing (2018)
21 września 2017 r. The Neighbourhood wydało piosenkę „Hard”, która osiągnęła 183 pozycję na amerykańskiej liście Billboard 200 Kolejna singiel zatytułowany To Imagine, został wydany 12 stycznia 2018 r. Zespół ogłosił później swój trzeci album studyjny zatytułowany „Hard to Imagine The Neighbourhood Ever Changing”, który został wydany 9 marca 2018 roku, w tym niektóre utwory z poprzednich rozszerzonych minialbumów, jako główny singiel „Scary Love”.
W 2022 r. z zespołu zwolniono perkusistę Brandona Alexandra Frieda, po tym jak zarzucono mu molestowanie kobiety. W tym samym roku zespół rozwiązał się, a w styczniu 2023 r. oficjalnie ogłoszono jego zakończenie..

## Dyskografia

### Albumy studyjne
| Rok                        | Album                                                                         | Pozycja na liście | Pozycja na liście | Pozycja na liście | Pozycja na liście | Sprzedaż                         | Certyfikat                                    |
| Rok                        | Album                                                                         | USA               | NZL               | UK                | CAN               | Sprzedaż                         | Certyfikat                                    |
| -------------------------- | ----------------------------------------------------------------------------- | ----------------- | ----------------- | ----------------- | ----------------- | -------------------------------- | --------------------------------------------- |
| 2013                       | I Love You - Data wydania: 23 kwietnia 2013 - Wytwórnia: Columbia Records     | 25                | –                 | 72                | 20                | - USA: 1 000 000+ - POL: 20 000+ | - USA: platynowa płyta - POL: platynowa płyta |
| 2015                       | Wiped Out! - Data wydania: 30 października 2015 - Wytwórnia: Columbia Records | 13                | 37                | 86                | 15                | - USA: 500 000+ - POL: 60 000+   | - USA: złota płyta - POL: 3x platynowa płyta  |
| 2018                       | The Neighbourhood - Data wydania: 9 marca 2018 - Wytwórnia: Columbia Records  | 61                | –                 | –                 | 89                | - USA: 500 000+ - POL: 20 000+   | - USA: złota płyta - POL: platynowa płyta     |
| „–” album nie był notowany |                                                                               |                   |                   |                   |                   |                                  |                                               |

### Minialbumy
| Rok  | Album                                                                                       |
| ---- | ------------------------------------------------------------------------------------------- |
| 2012 | Thank You, - Data wydania: 7 maja 2012 - Wytwórnia: Columbia Records, The Revolve Group     |
| 2012 | I’m Sorry, - Data wydania: 17 grudnia 2012 - Wytwórnia: Columbia Records, The Revolve Group |
| 2013 | The Love Collection - Data wydania: 10 grudnia 2013 - Wytwórnia: Columbia Records           |
| 2017 | Hard - Data wydania: 22 września 2017 - Wytwórnia: Columbia Records                         |
| 2018 | Ever Changing - Data wydania: 21 września 2018 - Wytwórnia: Columbia Records                |

### Single
| 2012                        | „Female Robbery”  | –  | – | –  | –  | –  | - USA: złota płyta         | I Love You |
| 2012                        | „Sweater Weather” | 1  | 1 | 4  | 49 | 68 | - USA: 11x platynowa płyta | I Love You |
| 2013                        | „Let It Go”       | –  | – | –  | –  | –  |                            | I Love You |
| 2013                        | „Afraid”          | 15 | 4 | 18 | –  | –  | - USA: platynowa płyta     | I Love You |
| „–” singel nie był notowany |                   |    |   |    |    |    |                            |            |